# Масип, Энрик

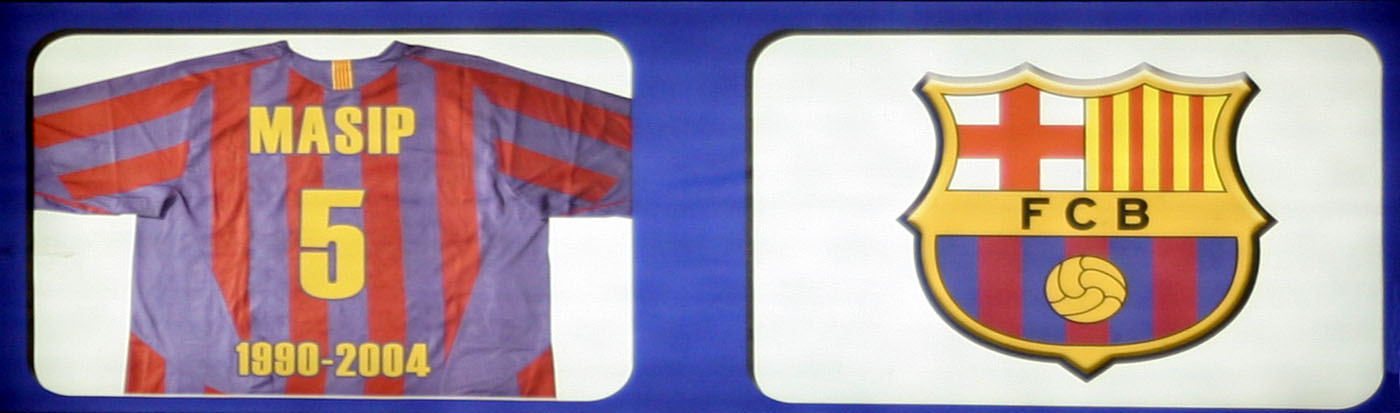
Футболка Энрика Масипа в зале славы «Барселоны»

Энрик Масип Боррас (исп. Enric Masip Borràs, родился 1 сентября 1969 года в Барселоне) — испанский гандболист, легендарный разыгрывающий «Барселоны» с 1990 по 2004 годы (играл под номером 5), бронзовый призёр Олимпийских игр 2000 года.

## Биография
С 1987 по 1990 годы Масип выступал за команду «Граноллерс», в 1990 перешёл в «Барселону», за которую провёл 14 лет, выиграв с ней огромное количество титулов и став одним из ведущих игроков команды. В 2004 году из-за проблем с правой ступнёй объявил о завершении игровой карьеры. В зале славы дворца спорта Блауграна ныне висит футболка Масипа с номером 5. За сборную Испании Масип сыграл 205 игр, забив 656 голов. Главным достижением Масипа стала бронзовая медаль Олимпиады в Сиднее. В 2006—2013 годах Масип работал спортивным директором «Барселоны».

## Достижения

### Клубные

#### Турниры Испании
- Чемпион Испании: 1990/91, 1991/92, 1995/96, 1996/97, 1997/98, 1998/99, 1999/2000
- Победитель Кубка Испании (Кубка Короля): 1992/93, 1993/94, 1996/97, 1997/98, 1999/2000
- Победитель Кубка ASOBAL (Кубка Лиги): 1994/95, 1995/96, 1999/2000, 2000/01, 2001/02
- Победитель Суперкубка Испании: 1990/91, 1991/92, 1993/94, 1996/97, 1997/98

#### Международные турниры
- Победитель Лиги чемпионов ЕГФ: 1990/91, 1995/96, 1996/97, 1997/98, 1998/99, 1999/2000
- Победитель Кубка обладателей кубков ЕГФ: 1993/94, 1994/95
- Победитель Кубка ЕГФ: 2002/03
- Победитель Суперкубка Европы: 1996/97, 1997/98, 1998/99, 1999/2000, 2003/04
- Чемпион Пиренейской лиги: 1997, 1998, 1999, 2000, 2001, 2003

### В сборной
- Бронзовый призёр Олимпийских игр: 2000
- Серебряный призёр чемпионата Европы: 1996
- Бронзовый призёр чемпионата Европы: 2000
- Вице-чемпион мира среди юношей: 1987, 1989

### Личные
- Серебряная медаль Королевского ордена спортивных заслуг: 2006[4]
- Золотая и бриллиантовая награда Королевской федерации гандбола Испании: 2009[5]

### Профили и сайты
- Официальный сайт  (каталан.)
- Энрик Массип — олимпийская статистика на сайте Sports-Reference.com (англ.)
- Масип, Энрик в X

### Видеозаписи
- Финал юниорского чемпионата мира 1987 года. Югославия 28:26 Испания. на YouTube 13 декабря 1987 года, Югославское радио и телевидение. Первый финал с участием Энрика Масипа.
- Полуфинал чемпионата мира 2003 года. Испания 37:39 Хорватия. на YouTube 1 февраля 2003 года, Второй канал телевидения Испании (TVE-2). Последний матч Энрика Масипа за сборную Испании.